# Actio contraria
Die actio contraria ist ein Sammelbegriff für die Klage aus einem Abwehranspruch. Gegenansprüche wurden erhoben, wenn sich der Beklagte eines römischen Prozesses zu Unrecht Forderungen des Klägers ausgesetzt sah. Actiones contrariae konnten dabei sehr unterschiedlich gestaltet sein. Je nach Entstehungszeit, Formelgestaltung, Ediktschärfe und besonders nach den tatbestandsmäßigen Voraussetzungen konnten sie gravierend voneinander abweichen.
Die Terminologie wird in der Forschung teilweise als unecht bezeichnet. Insoweit muss auf die einzelnen Obligationen verwiesen werden, etwa die actio fiduciae contraria, die actio mandati contraria oder die actio negotiorum gestorum contraria, die Aufwendungsersatzansprüche zum Gegenstand hatten.